# Галиндо, Аарон
Ааро́н Гали́ндо Ру́био (исп. Aarón Galindo Rubio; род. 8 мая 1982, Мехико, Мексика) — мексиканский футболист, защитник.

## Биография
Галиндо начал играть в футбол в детском составе при клубе «Крус Асуль» и постепенно перешёл в молодёжную категорию футболистов. В итоге Галиндо дебютировал в своей первой команде в весеннем сезоне 2002 года. Галиндо был членом сборной Мексики по футболу и сыграл за множество молодёжных команд Мексики; в команде возрастной категории U-23 он выступил на летних Олимпийских играх 2004 года.
Две игры на кубок конфедераций ФИФА Галиндо вместе со своим товарищем по команде Сальвадором Кармоной были отделены от остальной части сборной страны во время пребывания в Гёттингене, Германия. Сначала мексиканской федерацией об отделении игроков было дано объяснение, что имеют место дисциплинарные проблемы, а затем федерация подтвердила, что у обоих игроков был положительный результат проверки на вещества, повышающие работоспособность. Обоих футболистов на 1 год отстранили от участия в соревнованиях, что не дало Галиндо сыграть в соревнованиях Apertura 2005 года, Clausura 2006 года и в чемпионате мира по футболу 2006 года.

## Международная карьера
В 2004 году в составе олимпийской сборной Мексики Аарон принял участие в Олимпийских играх в Афинах. На турнире он сыграл в матчах против Мали, Южной Кореи и Греции.